# Хейли, Артур
Артур Хейли (англ. Arthur Hailey, 5 апреля 1920, Лутон, Англия — 24 ноября 2004, Нью-Провиденс, Багамские Острова) — канадский прозаик британского происхождения, создавший ряд бестселлеров в жанре производственного романа. За свою жизнь написал 11 книг.

## Биография
Артур Хейли родился 5 апреля 1920 года в Лутоне, графство Бедфордшир (Англия). Его отец работал на фабрике, а мать была очень амбициозной и хотела, чтобы сын стал уважаемым человеком. Уже в юном возрасте Артур начал сочинять. В 14 лет Хейли пришлось бросить школу. У его родителей не было денег, чтобы оплатить дальнейшее образование. Правда, они смогли оплатить Артуру курсы машинописи и стенографии. С 1934 по 1939 гг. он работал клерком в Лондоне. Служил пилотом в Королевских военно-воздушных силах с начала Второй мировой войны в 1939—1947 годах,  после чего переехал в Канаду. Поселившись в Торонто, Хейли работал в области продажи недвижимости, торговли, рекламы и продолжал писать.
В 1955 году Хейли написал сценарий «Опасный полёт» (в печати «Взлётная полоса 08»), который приобрела корпорация CBC. Вышедший в 1956 году телефильм по этому сценарию быстро стал популярен. После успеха романа «Отель» в 1965 году Хейли переехал в Калифорнию, в 1969 году переехал на Багамы, чтобы уйти от канадских и американских налогов, на которые уходило до 90 % его доходов. Хейли жил на дорогой вилле на острове Нью-Провиденс, расположенном в архипелаге Багамских островов, вместе со своей второй женой Шейлой (написавшей в 1978 году «Я вышла замуж за бестселлер»). Умер на своей вилле в возрасте 84 лет в 2004 году.
Многие из книг Артура Хейли становились бестселлерами № 1 в списке «Нью-Йорк Таймс». В мире было продано более 170 миллионов экземпляров на 40 языках. Многие произведения были экранизированы, а по «Отелю» был снят телесериал (1983—1988). По «Аэропорту» был снят блокбастер (1970) и три продолжения в 1975, 1977 и 1979 годах.

### Личная жизнь
- В 1944 году Хейли женился на Джоан Фишвик, в браке родились сыновья Роджер (1946), Марк (1949) и Джон (1948). Брак продлился недолго, и в 1950 году пара рассталась.
- В июне 1951 года Артур Хейли женился на стенографистке Шейле Данлоп, в браке родились дочери Джейн (1954) и Диана (1958), а также сын Стивен (1959). Этот союз продлился до смерти писателя в 2004 году.
- Внуки Хейли — Пол Хейли, Эмма Хейли, Шарлот Хейли и Брук Хейли. Последний — студент в Северной Калифорнии. Райан Хейли — бас-гитарист и вокалист в группе Erogenous Jones из Сан-Франциско. Крис Хейли — инженер звукозаписи в Сиэтле.

## Критика
Хейли проводил около года в работе над сюжетом, около шести месяцев делал заметки и черновики и, как результат, около полутора лет писал собственно книгу. Такая упорная работа — сбор информации о партизанской войне в перуанских джунглях в возрасте 67 лет для романа «Вечерние новости» (1990) или прочтение 27 книг о гостиничном бизнесе для «Отеля» — добавляет его произведениям видимый читателям реализм, хотя некоторые критики считают это прикрытием для слабого литературного таланта. Критики часто упрекали Хейли в том, что его успех — это результат использования многочисленных литературных клише, что его стиль — это кризис среднего характера, вызванный беспокойством, скачками настроения, использованный в параллельных сюжетных линиях. Сам Хейли не считал себя серьёзным писателем, а просил называть его «сочинителем». Как бы то ни было, его книги были весьма популярны у читателей и неизменно становились бестселлерами.

## Библиография

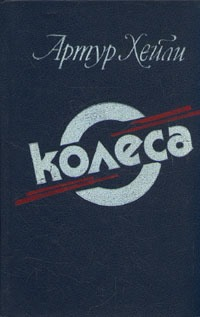
Обложка русского издания одной из книг Хейли